# Ruth Bishop
Pour les articles homonymes, voir Bishop.
Ruth Frances Bishop, née le 12 mai 1933 et morte le 12 mai 2022, est une virologue australienne, qui était l'une des principaux membres de l'équipe qui a découvert le rotavirus humain.

## Biographie
Bishop est née à Dandenong (Victoria) (en), le 12 mai 1933 et a grandi à Frankston (en) où son père était directeur de la Frankston High School (en).
Bishop a obtenu un doctorat en microbiologie en 1961.
En 1973, Bishop, avec Geoffrey Davidson (du Royal Children's Hospital (en)) et ses collaborateurs Ian Holmes et Brian Ruck (de l'Université de Melbourne), a examiné des cellules d'intestins d'enfants atteints de gastro-entérite. Des biopsies intestinales ont été prélevées au Royal Children's Hospital de Melbourne, en Australie, et envoyées à Ian Holmes et Brian Ruck pour être examinées par microscopie électronique.
Au microscope électronique, les cellules étaient infectées par des virus, qui étaient à l'origine nommés "duovirus" parce qu'ils étaient observés dans le duodénum et avaient une double capside. Le nom « rotavirus » a ensuite été suggéré par l'Irlandais Thomas Henry Flewett (en), en raison de la forme ronde et en forme de roue des particules virales. Les rotavirus provoquent des diarrhées et des vomissements chez les jeunes enfants et sont l'une des principales causes de décès dans les pays en développement. Trois mille enfants sont désormais hospitalisés pour rotavirus chaque année, contre 10 000 avant l'introduction du vaccin en 2007. Bishop dit que l'invention de la microscopie électronique l'a aidée à faire la découverte. Le travail de l'équipe a conduit à un contrôle mondial du rotavirus.
Le Dr Bishop a également publié des travaux théoriques sur les schémas épidémiologiques de l'infection à rotavirus.
De 1983 à 1988, le Dr Bishop a été présidente du Comité sur les maladies diarrhéiques de l'Organisation mondiale de la santé (OMS) et, depuis 1989, directrice du Laboratoire collaborateur de l'OMS pour la recherche sur les rotavirus humains.

## Prix et distinctions
Le professeur Bishop a été nommée Officier de l'Ordre d'Australie (AO) lors de l'anniversaire de la Reine en 1996 en reconnaissance de ses services à la recherche médicale, en particulier pour sa contribution à la compréhension de la gastro-entérite chez les enfants. Lors des honneurs de l'anniversaire de la reine 2019 (en), elle a été promue Compagnon de l'Ordre d'Australie (AC) pour « services éminents à la santé infantile mondiale grâce au développement de vaccins améliorés contre la gastro-entérite pédiatrique et à la recherche médicale ».
En 2001, Bishop a été intronisée au tableau d'honneur victorien des femmes, le Victorian Honour Roll of Women (en). En 2011, elle a reçu le prix Prince-Mahidol décerné par la famille royale thaïlandaise pour ses réalisations exceptionnelles en matière de santé publique.
Bishop a reçu la médaille Florey en 2013 pour sa découverte du rotavirus et ses travaux ultérieurs aidant à développer un vaccin. La médaille reconnaît des réalisations importantes dans le domaine de la recherche biomédicale,,.